# 카르투슈
|                |     |    |     |
| \| \| \| \| \| |     |    |     |
|                |     |    |     |
| Aa1            | G43 | I9 | G43 |

| Aa1 | G43 | I9 | G43 |

|                |     |    |     |
| \| \| \| \| \| |     |    |     |
|                |     |    |     |
| Aa1            | G43 | I9 | G43 |

| Aa1 | G43 | I9 | G43 |

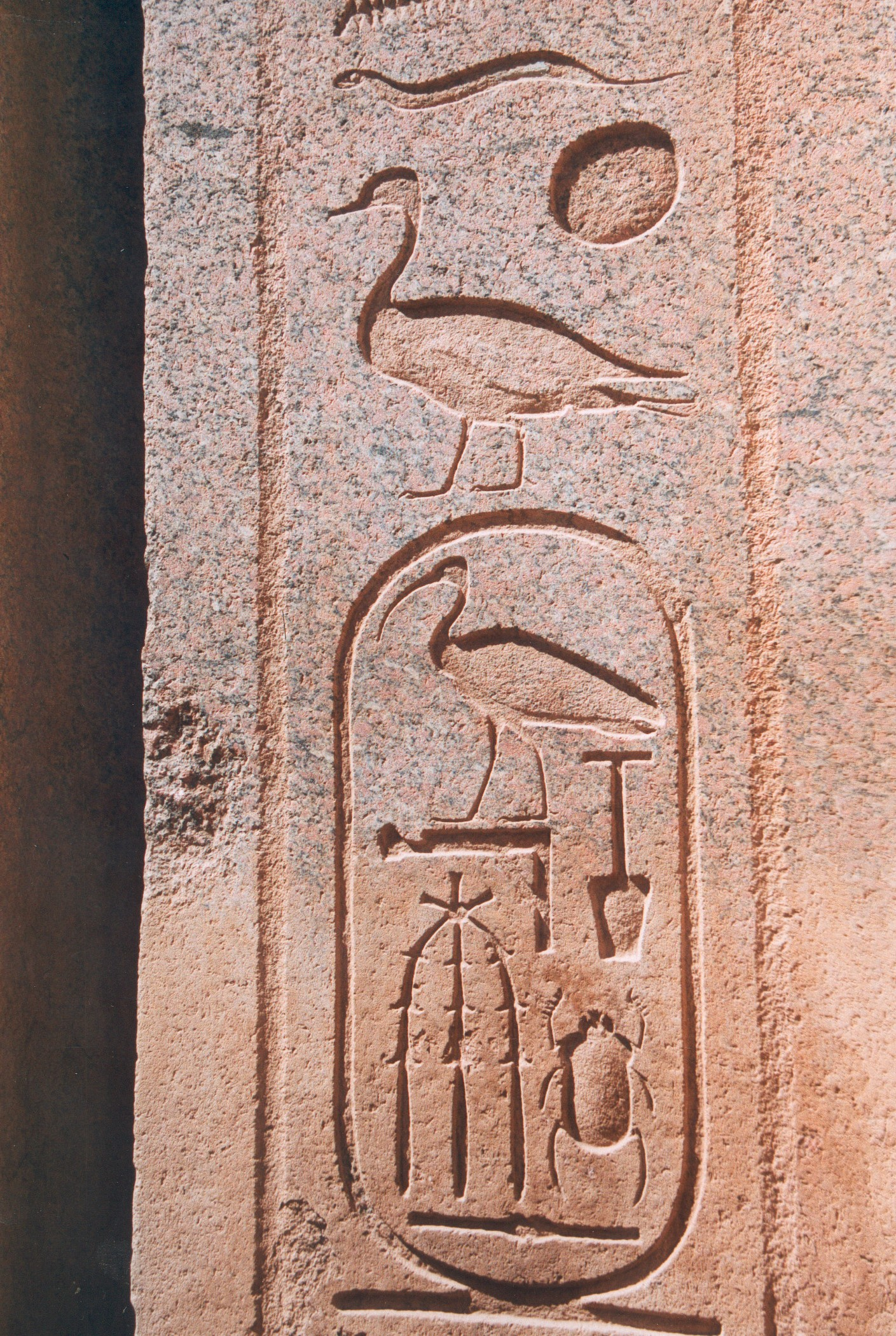
이집트 카낙에 있는 고대 이집트 투트모세 3세의 카르투슈

카르투슈(프랑스어: cartouche,/kaʁ.tuʃ/, 일본어: カルトゥーシュ(카르투ㅡ슈))는 고대 이집트에서 사용하던 상형문자 기호 중 하나로, 파라오의 이름을 둘러싸는 곡선이다.
고대 이집트에서는 셰누라고 불렸다. 고대 이집트 벽화에 있는 파라오의 이름에서 카르투슈를 확인할 수 있다.
프랑스어 'cartouche(카르투슈)'는 소총의 탄환을 가리키는 말인데, 모양이 비슷하다 하여 이 이름으로 불리게 되었다.
카르투슈는 본래 밧줄 상형문자로, "둘러싸는"이라는 뜻였다. 현실에서 파라오를 둘러싸서 보호하듯이, 파라오의 이름을 표기할 때도 둘러싸서 보호한다는 의미로 카르투슈가 사용되었다. 파라오 이름 주위에 카르투슈를 쓰기 시작한 것은 이집트 고왕국 제4왕조의 스네프루 때부터인 것으로 알려져 있다. 막대 모양 부분이 매듭을 나타내고 있으며, 이름은 매듭의 반대쪽부터 시작된다.

## 대중문화에서의 카르투슈
고대 이집트에서 신을 상징하는 고대의 파라오의 이름을 각인하는 매우 귀중한 괄호였던 만큼 고대 이집트를 배경으로 하는 미디어 작품에 비중 있는 중요한 물건 혹은 떡밥으로 등장한다. 가장 유명한 대표적인 예시가 바로 타카하시 카즈키의 단독 오리지널 장편 작품인 유희왕과 유희왕 듀얼몬스터즈이다.

### 유희왕과유희왕 듀얼몬스터즈
원작과 애니메이션 공통으로 마자키 안즈가 기억을 찾기 위한 모험을 떠나려는 이름 없는 파라오-유우기가 기억의 세계로 발을 딛기 직전, 여행에 도움을 발휘할 신비한 물건을 이집트 카이로 공항의 한 기념품 가게에 사서 유우기의 몸을 빌린 무명의 파라오의 영혼에게 선물로 사서 준다. 그 물건이 바로 파라오의 이름을 새겨넣기 위해 만든 카르투슈(Cartouch, カルトウシュ)로 정확히는 고대 이집트의 카르투슈에서 모티브를 따온 은색 목걸이였다. 마자키 안즈는 파라오ㅡ유우기에게 목걸이 형태의 카르투슈를 선물로 주며 만약 기억과 너의 이름을 되찾게 된다면 다시는 잊어버릴 일이 없도록 그 목걸이의 케이스에다가 너의 진짜 이름(아템, Atem)을 새겨넣을 것을 충고한다. 파라오ㅡ유우기는 안즈에게 매우 고마워하며 카르투슈를 목에 걸고 기억의 세계로 외로운 여행을 떠나게 된다. 안즈가 준 은색의 카르투슈 목걸이는 (천년 링에 깃든 조크의 혼에게 지배당하는) 바쿠라와의 어둠의 게임 내내 유우기와 동료와의 유대의 상징으로서 함께하게 된다.
그러다가 파라오ㅡ유우기를 돕기 위해 본체 인격인 무토 유우기와 마자키 안즈, 카츠야, 히로토가 샤디의 힘을 빌려 3,000년 전의 세계로 여행을 떠난다. 4인방은 자신들이 넘어온 곳이 파라오의 기억의 세계가 아니라 어둠의 바쿠라가 파라오의 기억을 모티브로 삼아 만들어낸 게임 필드라는 것을 알게 된다. 기자서 왕궁의 육신관과 함께 바쿠라와 혼신의 결전을 벌이는 아템을 보조하고자 죽을 힘을 다해 그의 무덤인 파라오의 피라미드에 있는 아템의 이름을 찾으러 떠난다. 중간에 바쿠라가 보낸 분신들이 끈질긴 방해와 압박을 가했는데도 아템의 미이라를 봉헌하기로 되어 있는 피라미드의 제일 안쪽 구역인 최내 구역에서 고대 이집트 상형문자로 되어 있는 파라오의 진명을 확인하지만 상형문자인 히에로글리프 (hieroglyph)를 해독할 수 없었기에 사진으로 새기듯이 명확히 기억

## 같이 보기
- 이집트 신성문자